# Idiops siolii
Idiops siolii är en spindelart som först beskrevs av Wolfgang Bücherl 1953.  Idiops siolii ingår i släktet Idiops och familjen Idiopidae. Inga underarter finns listade i Catalogue of Life.